# Bobby Marshall
Pour les articles homonymes, voir Marshall.
College Football Hall of Fame 1971
(en) Statistiques sur pro-football-reference
Robert Wells « Bobby » Marshall, né le 12 mars 1880 à Milwaukee et mort le 27 août 1958 à Minneapolis, est un sportif américain. Il est surtout connu pour sa carrière de football américain, mais il a aussi fait du baseball, de l'athlétisme, de la boxe et du hockey sur glace.
Il est, avec Fritz Pollard, ils sont les premiers joueurs afro-américains dans la National Football League (NFL) — la plus importante ligue de football américain — dans les années 1920. Marshall est également le premier afro-américain à jouer dans la Big Nine, l'ancêtre de la Big Ten Conference.